# The Human Centipede 2 (Full Sequence)
The Human Centipede 2 (Full Sequence) er en nederlandsk-britisk exploitation-gyserfilm fra 2011. Filmen er instrueret af Tom Six og havde premiere ved Fantastic Fest den 22. september 2011.
Filmen blev indspillet i farve og senere konverteret til sort-hvid.

## Medvirkende
| Skuespiller         | Rolle                                    |
| ------------------- | ---------------------------------------- |
| Laurence R. Harvey  | Martin Lomax                             |
| Ashlynn Yennie      | Fru Yennie/Menneskelig skolopender nr. 1 |
| Maddi Black         | Candy/Menneskelig skolopender nr. 2      |
| Kandace Caine       | Karrie/Menneskelig skolopender nr. 3     |
| Dominic Borrelli    | Paul/Menneskelig skolopender nr. 4       |
| Lucas Hansen        | Ian/Menneskelig skolopender nr. 5,       |
| Lee Nicholas Harris | Dick/Menneskelig skolopender nr. 6       |